# Villenova
Villenova est une ville située dans le comté de Chautauqua, dans l’État de New York, aux États-Unis.